# Braco
Braco är en ort i Storbritannien.   Den ligger i kommunen Perth and Kinross och riksdelen Skottland, i den norra delen av landet, 600 km norr om huvudstaden London. Braco ligger 113 meter över havet och antalet invånare är 455.
Terrängen runt Braco är varierad. Runt Braco är det ganska glesbefolkat, med 32 invånare per kvadratkilometer. Närmaste större samhälle är Stirling, 16,5 km söder om Braco. Trakten runt Braco består i huvudsak av gräsmarker.